# Soyagaon
Soyagaon là một thị trấn thống kê (census town) của quận Nashik thuộc bang Maharashtra, Ấn Độ.

## Nhân khẩu
Theo điều tra dân số năm 2001 của Ấn Độ, Soyagaon có dân số 21.822 người. Phái nam chiếm 52% tổng số dân và phái nữ chiếm 48%. Soyagaon có tỷ lệ 81% biết đọc biết viết, cao hơn tỷ lệ trung bình toàn quốc là 59,5%: tỷ lệ cho phái nam là 85%, và tỷ lệ cho phái nữ là 76%. Tại Soyagaon, 12% dân số nhỏ hơn 6 tuổi.